# Transeius namurensis
Transeius namurensis är en spindeldjursart som först beskrevs av Fain, Vangeluwe, Degreef och Wauthy 1993.  Transeius namurensis ingår i släktet Transeius och familjen Phytoseiidae. Inga underarter finns listade i Catalogue of Life.